# Saperda simulans
Saperda simulans är en skalbaggsart som beskrevs av Charles Joseph Gahan 1888. Saperda simulans ingår i släktet Saperda och familjen långhorningar. Inga underarter finns listade i Catalogue of Life.